# Brasilestes
Brasilestes, nomeado pela paleontologista Mariela Castro e colegas, é o nome dado ao mamífero mais antigo encontrado no Brasil. Este fóssil de 87 milhões de anos era relativamente grande para um mamífero na "Era dos dinossauros". Brasilestes Stardusti é uma homenagem ao pop star David Bowie, que morreu em 2016.